# Asträsk
Der See Asträsk ist ein See auf der schwedischen Insel Gotland.  Sein Wasserspiegel liegt 35,5 m über dem Meer, die Fläche beträgt 3,8 Hektar und die Tiefe 10,5 Meter.

## Lage
Der See liegt im Kirchspiel (schwedisch socken) Linde, in der Nähe der Kirche von Linde, nördlich der Straße von Linde nach Stånga.  Er liegt 7 km nördlich von Hemse, 4 km westlich von Stånga, 16 km südöstlich von Klintehamn und 39 km südlich von Visby.